# 朝鮮中央テレビ
朝鮮中央テレビ（ちょうせんちゅうおうテレビ、朝: 조선중앙텔레비죤, 英: Korean Central Television; KCTV, KRT）は、朝鮮民主主義人民共和国の国営テレビ放送（放送局）。
なお、運営機関の朝鮮中央放送委員会は、朝鮮中央放送（ラジオ放送）も実施している。

## 概要
ニュース、天気予報、教養番組、ドラマ、特集番組などで編成される総合放送局である。また、ケーブルテレビでも放送しており、外国向けに衛星配信されている。1996年に主体思想塔をモチーフしたロゴを導入したが、2012年8月からはロゴのリニューアルを行った。
2012年に地上デジタルの試験放送が開始され、2015年1月10日より従来のアナログの周波数帯での送信を停止し、ハイビジョン放送が可能な帯域での放送に切り替えたため、ハイビジョン放送信号での放送が開始された。
2017年12月4日から過去映像や再放送を除く多くの番組が16:9の高精細度テレビジョン放送となり、実質的に地上デジタル放送に移行、ID映像もリニューアルされた。
カラー方式は、アナログ放送時代はPAL方式を使用していたが、デジタル放送への移行に伴いDVB-T2方式に移行した（衛星放送ではDVB-S2方式）。北朝鮮では有線放送が整えられており、国内向け放送のうちテレビについてはケーブルテレビとなっている（VHF 12ch）。このため、北朝鮮以外では視聴することができない。
ただし、朝鮮中央テレビについては、ロシアの人工衛星Express103号を用いたサイマル放送も行っている（2024年6月から。過去にはタイの人工衛星Thaicom 5、2020年1月からは中国の人工衛星中星12号（Chinasat 12）をそれぞれ用いていた）。静止軌道上の東経96.5度に位置し、周波数/偏波はそれぞれ3,707MHz/右円偏波、シンボルレートは4,975kS/s、FECは3/4である。直径1.1メートルのパラボラアンテナを向けて、LNBとFTAチューナーの調整をすれば、隣国の韓国や日本などアジア各国でも視聴可能である。NHKなどのキー局も、この衛星放送の映像を受信し、ニュース番組などに利用している。2015年4月からは、南北アメリカ・ヨーロッパ向けにインテルサットの通信衛星（Intelsat21）を用いたサイマル放送(SD方式)も実施している。
近年ではインターネットによるストリーミング配信も顕著になっており、2011年6月16日ごろより韓国統一放送の公式サイトにて、2017年にはドワンゴが運営するニコニコ生放送にて、それぞれ同一時刻によるリアルタイム配信を実施していた（現在はいずれも終了）。現在は朝鮮総連傘下の総連映画制作所が運営する「エルファテレビ」がTwitchによるライブ配信を実施している。
インターネットによる番組のアーカイブも盛んに行われている。先述の「エルファテレビ」をはじめとする在日朝鮮人関連団体以外にも、北朝鮮の著作物が日本では著作権法上保護されないことも手伝って、個人で放送を直接受信してYouTube等の動画投稿サイトにアップロードする者もいる。
当初は、ニュースを読み上げる際の背景はほとんど水色一色であったが、近年は平壌の街並みであることが多い。2012年9月8日からはスタジオの雰囲気を一新、「プロンプター」（原稿映写機）と背景に六つの画面をつなげた大型マルチモニターを導入した。
2019年3月21日に、突如として現代的なグラフィックをふんだんに使った映像やドローンによる空撮など最新の技術を取り入れ、スタジオも刷新した放送が行われた。翌22日からは再び以前のような放送が行われており、現代風の放送は1日限りで終わったとみられたが、後に再開した。

## 歴史
- 1953年9月1日 - 平壌テレビとして開局。
- 1961年9月1日 - 中央テレビ放送に名称変更。
- 1963年3月3日 - 朝鮮中央テレビジョン放送（朝鮮中央テレビ）、放送開始。
- 1974年4月15日 - 朝鮮中央テレビ、カラー放送開始。
- 1982年9月1日 - テレビジョン放送大学開学（朝鮮中央テレビを利用した通信教育）。
- 1999年7月 - 朝鮮中央衛星テレビジョン放送、試験放送開始[11][12][13][14][15]。
- 1999年10月10日 - 朝鮮中央衛星テレビジョン放送、本放送開始[16][17]。
- 2003年8月15日 - 全国のど自慢を平壌で開催し、KBSと北南共同で番組の進行、制作に当たり、録画を放送[18]。
- 2007年 - 韓国KBSテレビと、テレビドラマ『死六臣』を共同制作。
- 2012年9月8日 -  朝鮮中央テレビの報道番組のスタジオを全面的に一新[9]。
- 2015年1月10日 - ハイビジョン信号での試験を開始[2]。ただし、ほとんどの番組は非対応。
- 2015年2月9日 - ハイビジョン放送開始[19]。
- 2017年 - 国内放送をデジタル放送へと移行[20]
- 2017年12月4日 - 過去の映像や再放送を除きハイビジョン化される[3]。また、一部コーナーや、紹介時の映像がリニューアルされた。
- 2022年5月16日 - 全ての曜日で午前からの終日放送開始。

## 放送内容
放送時間は基本的に平壌時間（PYT） 9:00 - 22:30頃。祝日や特別な行事がある日は、8:00から放送されることがある。
一方で12月31日には年またぎの特番を放送するため、放送終了が25:00過ぎとなるのが恒例。また、台風が接近しているなど、北朝鮮国内で大規模な災害発生が想定される場合や大きな祝日の時は終夜体制の報道特別編成が取られたこともある。
北朝鮮当局からの公式発表の多くは、朝鮮中央テレビのほか、朝鮮中央放送や朝鮮中央通信、労働新聞などから発表される。国家から独立したメディアが存在しない北朝鮮で、駐平壌の外国メディアも取材制限があるため、これらは貴重な情報源となっている。
放送開始前35分間は、現在時刻の入ったテストパターン（モノスコタイプ）を表示しながらBGMを流し、放送開始1分前からは「金日成将軍の歌」(朝鮮の声放送のインターバルシグナルと同じもの）を流す。放送開始時には国歌「愛国歌」を流し、「皆さん、こんにちは。本日は○月○日、陰暦では○月○日です。ただいまより中央テレビジョン放送を開始させていただきます。」というアナウンサーの挨拶の後、「金日成将軍の歌」と「金正日将軍の歌」を流す。その後、その日の番組放送予定を放送する。
放送終了時には明日の番組放送予定を放送した後、「以上で本日の中央テレビジョン放送は終了いたしました。皆さん、さようなら。こちらは平壌です。」というアナウンサーの挨拶の後、第二国歌「輝く祖国」を流し、カラーバーに移行する。
北朝鮮におけるテレビドラマはテレビジョン劇創作社が、映画などは、朝鮮芸術映画撮影所、朝鮮4.25芸術映画撮影所などが製作している。殆どが現政治体制および主体思想を称える構成になっており、中には日本統治時代の朝鮮やアメリカ軍を描写した反日・反米的な内容を構成に組み入れているものもある。『漢拏の木霊』（한나의 메아리「ハルラのこだま」）などがあった。

## 番組の内容
主に、『反日反米反韓プロパガンダ、宣伝』や、『児童向け放送』、『敬愛する最高領導者金正恩同志の革命活動報道(現地指導)』、『報道』、『その日付の中央新聞の内容朗読』、『朝鮮記録映画』、『朝鮮芸術映画』、『科学教育映画』、『各地の学校、工場に関する番組』土日には、『体操』日曜日には、『各道特派員が送ってきたニュース』などがある。
番組表のアーカイブは韓国統一部のサイトで確認することが出来る。

## 主な番組

### 報道関連
- 報道（最新ニュース、17:00と20:00）
- 今日の報道の中から（22時台）
- 明日の天気
- 今日号中央新聞概観（労働新聞と民主朝鮮の主要記事紹介）
- 各道の特派記者が送ってきたニュース
- 各地の戦闘場から入ってきたニュース
- 国際スポーツニュース
- 金正恩同志現地指導のニュース
- 弾道ロケット等発射実験のニュース
- 時事解説
- 北朝鮮当局の代弁人談話・回答
- 訃報の報道

### 朝鮮芸術映画
- 北方の朝焼け
- 服務の足跡
- 革命の勝利を確信した人々
- 生命線
- 軍・党の秘書達
- 生涯を捧げます
- ひとすじの道
- 総大将
- 生の権利
- まっすぐな道
- 忘れられない思い出
- 試練をくぐった
- 時代の戦友
- 十四番目の冬（二部構成）
- 貴方は司令官同志の命令をどんな逆境でも勝利して家へ帰れますか
- 命綱
- 遭難
- 火種
- 軍・党指導員
- 銃台の姉
- 対決
- 農民英雄

### 朝鮮記録映画
- 絶世の愛国者・金正日将軍
- 生涯を人民達と共に
- 我らの父
- 母なる党の懐で
- 人民の為の領導の日々に
- 偉大な同志
- 偉大な思想・輝く現実
- 人民のための偉大な領導の日々に
- 母なる党の品
- 主体時代を輝かせる絶世の偉人
- 革命的原則と階級的原則は社会主義の生命である
- 祖国光復の為に
- 世界に輝く先軍太陽
- 偉大な霊将を知る
- 綴られた尋問資料集を広げて
- 偉大な転換の1970年代
- 偉大な先軍領導の道に共にいる
- 生涯を人民に沿う
- 親なる将軍様・人民軍将兵たちと共に

### 科学教育映画
- 電気を節約できる、電気ボイラー
- 炭素による化学工業と、人民の生活
- 健康に良いアミノ酸
- ステンレスの代わりとなる、ガラス繊維強化樹脂
- 無動力小塊炭ボイラー

### 健康
- 人民保健体操(YouTube)
- 幼稚園律動体操
- 少年律動体操
- 大衆律動体操
- 老人律動体操
- 「健康の常識」シリーズ

### 児童放送時間

#### 児童映画
- 我が家のうさぎ
- 風の間の番兵
- 答えを見つけた少年
- かしこいタヌキ シリーズ
- リスとハリネズミ シリーズ

#### 漫画映画
- 青い泉
- 少年大将 シリーズ
- 歴史漫画映画 高朱蒙（コ・ジュモン）シリーズ
- 交通秩序をよく守ろうね シリーズ
- 高句麗の若い武士達

#### その他
- 物知り博士 シリーズ
- 昔話おじいさん シリーズ
- 偉大なる領導者金正日大元帥様の子供時代のお話
- 全国児童音楽放送芸術舞台
- 各地の幼稚園児・学生少年による音楽公演
- 全国小学校・高級中学校学生のクイズ競演
- 世界名作童話集 全60巻
- マンガで見る発明の歴史 シリーズ

### 音楽・文化・国際

#### 音楽
- 新しく出た（形象した）歌
- 牡丹峰楽団の音楽
- 啓蒙期歌謡鑑賞時間
- 革命歌劇音楽放送時間
- 外国音楽（ロシア音楽・中国音楽・西洋古典音楽）
- 「勝利者達の力強い進軍歌」シリーズ
- 「民族の誇り 我らの踊り・我らの歌」シリーズ
- 人民愛の歌を歌って

#### 劇・舞台
- 待っている父
- 要請舞台
- 全国勤労者の歌競演
- 明朗なテレビジョン舞台

#### 文化
- 民族の正統武道・テコンドー シリーズ
- 泳ぐ鳥・ペンギン

#### 国際
- 「国際生活」シリーズ
- 「世界各国の動物たち」シリーズ
- 海外スポーツ録画実況（毎日16時台に放送）

### 訪問記
- 兵士の故郷便り シリーズ

### 現地放送
- 激しく燃える白頭の大地

### 随筆
- 憤怒

### 詩・紀行
- 小白水八景を探して

### 録画実況
- 各年の新年慶祝公演
- 偉大な領導者金正日同志に永遠に奉仕し、私達の革命の永遠に奉仕し、敬愛する最高指導者金正恩同志に従い、主体の革命偉業を成功させるための、白頭山密営決心大会

### 特集
- 「生命線」シリーズ
- 「永遠な命」シリーズ
- 新年の進軍道に響く信念の歌

### 連続参観紀
- 太陽民族万年の財宝~国際贈物館~シリーズ
- 偉人称賛の宝物庫~国際親善記念館~シリーズ
- 階級闘争の哲理を刻ませる歴史の告発場~中央階級教養館~シリーズ

### 各種編集物
- 宝
- 瞬間と永生
- 山林回復戦闘に燃える熱い心を抱いて

## 朝鮮中央放送委員会が運営するその他のテレビ局
- 万寿台テレビ（娯楽番組が多いチャンネル）

2016年に放送エリアを平壌周辺から全国放送に切り替え（VHF 5ch）。
- 竜南山テレビ（教育放送）

旧・朝鮮教育文化テレビ。放送エリアは平壌（VHF 9ch）および開城（VHF 8ch）。
- 体育テレビ（中国語版）（スポーツ専門チャンネル）

2015年8月15日に放送開始。放送時間は土日の19:00～22:00。

## 朝鮮中央放送委員会が運営するその他のラジオ局

### 国内向け
- 朝鮮中央放送
- 平壌FM放送

### その他の国向け
- 朝鮮の声放送

## その他が運営するラジオ

### 朝鮮人民軍
- 朝鮮人民軍FM放送

## 放送員（アナウンサー）

### 男性
- キム・ギヒョン （김기형） 功勲放送員
- コ・ミョンソン （고명성） 功勲放送員
- オ・ボンナム（오복남）
- キム・ソングヮン（김성광）
- ムン・ジンヒョク（문진혁）
- チェ・ヒョソン（최효성）

### 女性
- リ・チュニ(チュンヒ)（李春姫、리춘히） - 金日成賞桂冠人、労力英雄、人民放送員。
- チョン・ソンヒ（전성희） - 人民放送員
- パク・オクヒ（박옥희） - 功勲放送員
- チョン・スンファ（정순화） - 功勲放送員
- リ・インヒ（리인희）
- ナム・グムギョン（남금경）
- キム・チュンソン（김충성）
- リ・ホスク（리호숙）
- キム・ソルギョン（김설경）
- チェ・ソンヒ（최성희）
- リ・ウンミ（리은미）
- キム・ウンジョン（김은정）